# Мельктерт
Мельктерт (африк. melktert, «молочный тарт» или пирог) — африканерский десерт, состоящий из песочного теста с начинкой из заварного крема, который готовится из молока, муки, сахара и яиц. Соотношение молока и яиц выше, чем в традиционном португальском пироге с заварным кремом Паштел-де-ната или китайском яичном тарте, что даёт пирогу более лёгкую текстуру и более сильный молочный вкус.
Десерт возник среди поселенцев в голландской Капской колонии в XVII-ом веке, и, как полагают, произошёл из голландского маттентаарта (mattentaart), десерта наподобие чизкейка, который был включён в поваренную книгу Een Notabel Boexcken Van Cokeryen, опубликованную Томасом ван дер Нутом около 1514 года.
По некоторым рецептам, заварной крем должен быть запечён в пироге, в то время как другие требуют, чтобы заварной крем был приготовлен заранее, а затем помещён в готовое тесто перед подачей на стол. Его поверхность часто посыпают корицей, а в молоко, используемое для заварного крема, перед приготовлением можно добавить палочку корицы.
Это основное блюдо на церковных праздниках и домашних застольях, также десерт обычно продаётся в южноафриканских супермаркетах. Мельктерт можно подавать охлаждённым, при комнатной температуре, или слегка подогретым.